# الدوري الشمالي الممتاز 2014–15
الدوري الشمالي الممتاز 2014–15 هو موسم من دوري الشمال الممتاز ‏. كان عدد الأندية المشاركة فيه 68، وفاز فيه نادي اتحاد مانشستر.